# О’Коннелл, Кевин
Кевин О’Коннелл (англ. Kevin O'Connell; род. 27 ноября 1957, Лонг-Айленд, Нью-Йорк) — американский звукорежиссёр, «главный неудачник» премии «Оскар». По состоянию на 28 февраля 2016 года у него было 20 безуспешных номинаций за «Лучший звук». Наконец на 89-й церемонии О’Коннеллу досталась заветная статуэтка за работу над фильмом Мела Гибсона «По соображениям совести».

## Награды и номинации
Кроме одной награды и двадцати номинаций на «Оскар», за работу над мини-сериалом «Одинокий голубь» (Lonesome Dove) О’Коннелл был удостоен прайм-таймовой премии «Эмми».
Фильмы, за которые Кевин О’Коннел был номинирован на «Оскар».
1. Язык нежности (Terms of Endearment, 1983)
2. Дюна (Dune, 1984)
3. Сильверадо (Silverado, 1985)
4. Лучший стрелок (Top Gun, 1986)
5. Чёрный дождь (Black Rain, 1989)
6. Дни грома (Days of Thunder, 1990)
7. Несколько хороших парней (A Few Good Men, 1992)
8. Багровый прилив (Crimson Tide, 1995)
9. Смерч (Twister, 1996)
10. Скала (The Rock, 1996)
11. Воздушная тюрьма (Con Air, 1997)
12. Маска Зорро (The Mask of Zorro, 1998)
13. Армагеддон (Armageddon, 1998)
14. Патриот (The Patriot, 2000)
15. Пёрл-Харбор (Pearl Harbor, 2001)
16. Человек-паук (Spider-Man, 2002)
17. Человек-паук 2 (Spider-Man 2, 2004)
18. Мемуары гейши (Memoirs of a Geisha, 2005)
19. Апокалипсис (Apocalypto, 2006)
20. Трансформеры (Transformers, 2007)
21. По соображениям совести  (Hacksaw Ridge, 2016)

## Личная жизнь
Жена Хизер, два сына — Купер и Кейси.
Его мать умерла в 2007 году сразу же после церемонии вручения «Оскар», где Кевин не выиграл 19-ю номинацию. Он покинул церемонию сразу же после оглашения результатов в его номинации и был с матерью в её последние минуты.